# Asplenium listeri
Asplenium listeri är en svartbräkenväxtart som beskrevs av Carl Frederik Albert Christensen. Asplenium listeri ingår i släktet Asplenium och familjen Aspleniaceae. Inga underarter finns listade.